# DragonFly BSD

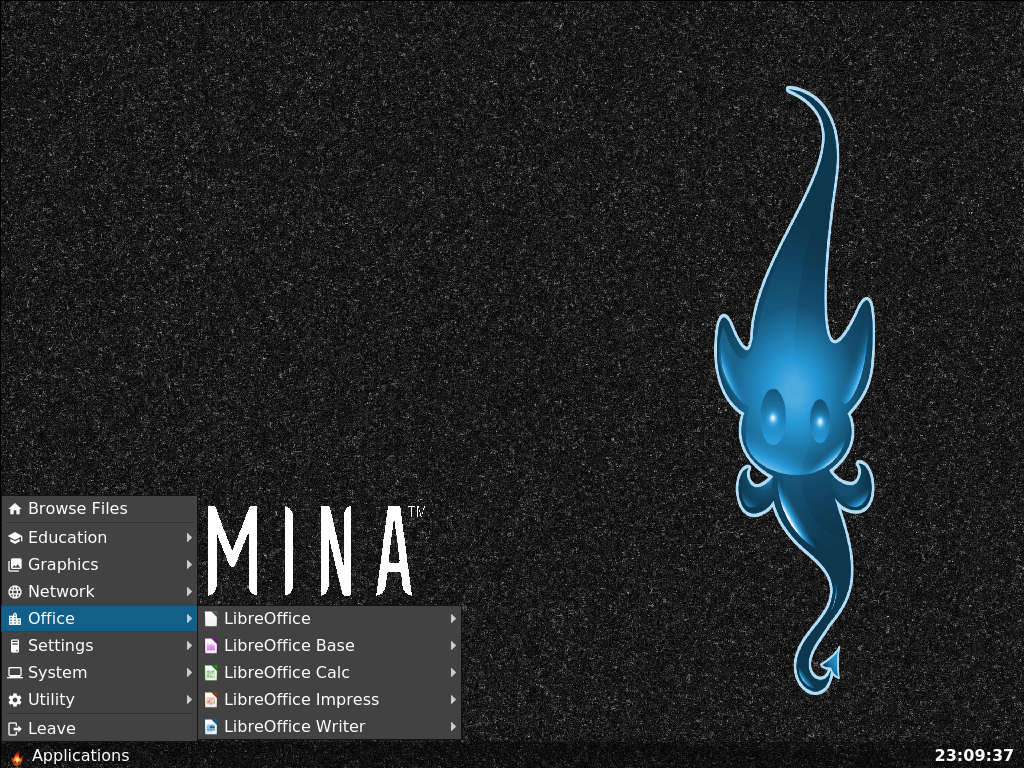
DragonFly BSD 5.2.0 з робочим столом Lumina

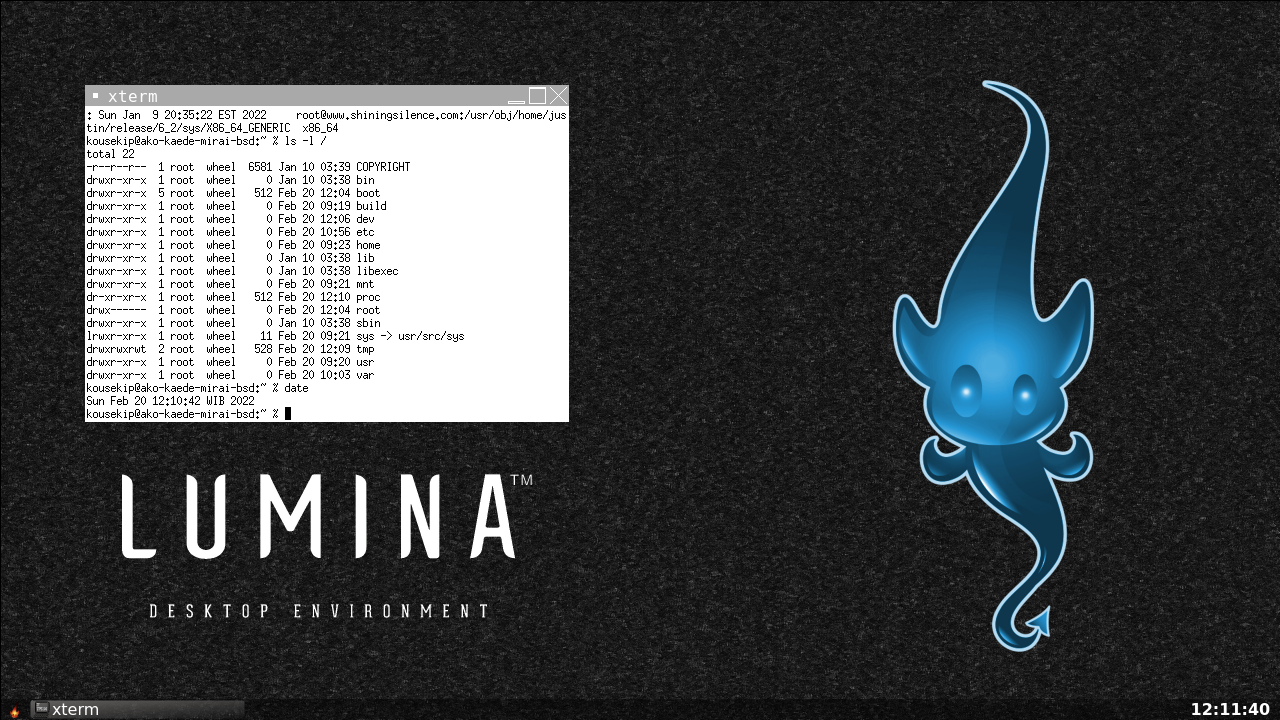
Знімок екрана робочого столу Lumina 1.6.2 у DragonFly BSD 6.2.1

DragonFly BSD — операційна система з відкритим сирцевим кодом, розроблена в середині 2003 року на базі FreeBSD (4-й гілки), орієнтована на платформу x86. Один з розробників FreeBSD — Мет Ділон (Matt Dillon) із групою товаришів — бувши незадоволеним оптимізацією ядра FreeBSD, заснував нову операційну систему DragonFly BSD як систему, призначену для роботи на високонавантажених серверах з оптимальнішим використанням ресурсів процесора й оперативної пам'яті, перш за все на багатопроцесорних системах.
Система молода, але швидко розвивається та вдосконалюється. Може використовуватися як на сервері, так і на робочій станції, може бути встановлена як з GUI (варіант з GUI включає багато додаткових програм, таких як веббраузер тощо), так і з підтримкою тільки командного рядка (рекомендується лише досвідченим користувачам).

## Основні особливості
Основні відмінності DragonFly BSD від батьківської операційної системи FreeBSD такі:
- Використовуються легковагі нитки ядра (LWKT — Light Weight Kernel Threads). Саме це не є оригінальною особливістю DragonFly BSD і вже було реалізовано в інших операційних системах (але не у FreeBSD), проте механізм планування ниток незвичайний — замість єдиного планувальника їх було введено кілька, за кількістю процесорів. Нитки прив'язані до своїх процесорів, але можливе перенесення виконання нитки з одного процесора на інший.
- На відміну від, значною мірою монолітної, FreeBSD, де ядро і драйвери є одним цілим, в DragonFly BSD, на зразок мікроядерних операційних систем, максимум функцій ядра винесено з простору пам'яті ядра до простору користувача (userspace). Цим досягається зростання як продуктивності, так і надійності системи в цілому. Але при цьому DragonFly BSD не є мікроядерною операційною системою, бо функціональність ядра висока.
- Традиційні для Unix системні виклики тільки емулюються в цілях сумісності. Замість них використовується механізм повідомлень (messages) та їх черг, т. зв. портів (ports); подібний застосовується в мікроядрі Mach.
- розподілена версійна файлова система Hammer, особливо стійка й надійна
- підтримка завантаження «віртуальних» ядер системи як користувацьких процесів
- можливість кешування даних та мета-даних ФС на SSD-накопичувачах

Частина перерахованої оригінальної функціональності DragonFly BSD була перенесена до батьківської системи FreeBSD, або ведуться роботи в цьому напрямку.

## Дистрибутиви

Графік поширеності систем родини BSD з дослідження використання BSD 2005 року Кожен опитуваний міг назвати кілька варіантів BSD

- Основний дистрибутив існує в 3-х варіантах: 2 варіанти на компакт-диску (з GUI та без) і 1 варіант на flash-носії. Дистрибутив може використовуватися як для роботи без установки (LiveCD), так і для установки на жорсткий диск.
- DragonFly LiveDVD [Архівовано 11 серпня 2010 у Wayback Machine.] - LiveDVD видання DragonFly BSD 2.2.0 (остання стабільна версія). Як графічна оболонка використаний Fluxbox з графічним оформленням iDesk [Архівовано 21 листопада 2008 у Wayback Machine.]. У комплект включені такі програми, як Firefox3, Xpdf, Irssi, Pidgin, Xchat, Rxvt-unicode, Eterm.

## Виноски
1. ↑  DragonFly BSD - avalon home! (англ.).
2. ↑  DragonFlyBSD: DPortsUsage (англ.).
3. ↑  DragonFlyBSD: history
4. ↑  The BSD Certification Group. [Архівовано 17 березня 2005 у Wayback Machine.]; PDF з результатами [Архівовано 2012-01-18 у Wayback Machine.]